# Jun Kanakubo
Jun Kanakubo (金久保 順 Kanakubo Jun?), född 26 juli 1987 i Ibaraki prefektur, är en japansk fotbollsspelare.
Kanakubo började sin karriär 2010 i Omiya Ardija. Efter Omiya Ardija spelade han för Avispa Fukuoka, Kawasaki Frontale, Vegalta Sendai och Kyoto Sanga FC.